# Voo EgyptAir 804
O Voo EgyptAir 804 foi uma rota internacional de passageiros operada pela EgyptAir com origem no Aeroporto Charles de Gaulle em Paris com destino ao Aeroporto Internacional do Cairo tendo-se despenhado perto das ilhas de Cárpatos e Creta, ambas na Grécia, a 19 de maio de 2016.
Havia 66 pessoas a bordo: 56 passageiros, 7 membros de tripulação e 3 pessoas da segurança. Nenhum sobreviveu. Destroços da aeronave foram encontrados no mar Mediterrâneo cerca de 290 km (180 milhas) ao norte de Alexandria, no Egito.

## Aeronave
A aeronave era um Airbus A320-232 registrada como SU-GCC, Seu primeiro voo foi em 25 de julho de 2003 e foi entregue à EgyptAir em 3 de novembro de 2003. Verificações rotineiras de manutenção na aeronave foram realizadas em 18 de maio, no Cairo, antes da aeronave partir para Paris. O voo foi o quinto da aeronave naquele dia, depois de ter partido do Aeroporto Internacional de Asmara na Eritreia, para o Cairo, do Cairo para o Aeroporto Internacional de Túnis-Cartago, de Tunísia para o Cairo, e do Cairo para Paris.

## Voo
| |  |                                                                                 |
| A rota do voo MS804 em verde. A estrela vermelha indica onde o sinal do avião foi perdido, e a linha amarela indica o restante da rota de voo. |  | À velocidade (laranja) e altitude (azul) da aeronave entre 20h30 e 00h30 (UTC). |

A aeronave partiu do Aeroporto Internacional Charles de Gaulle para o Aeroporto Internacional do Cairo em 18 de Maio de 2016, às 23h09 (UTC+2). Desapareceu dos radares enquanto voava a 37 000 pés de altitude (11 000 metros) em tempo claro, 280 quilómetros (170 milhas; 150 milhas náuticas) a norte da costa egípcia. A aeronave desapareceu após 3 horas e 25 minutos de voo. Nenhuma chamada de emergência foi recebida pelo controle de tráfego aéreo antes do desaparecimento.
No dia do acidente, o Ministro da Defesa Grego Pános Kamménos, observou a aeronave mudar de posição em 90 graus para a esquerda, depois, virou 360 graus para a direita e desceu de 37 000 pés de altitude (11 300 metros) para 15 000 pés de altitude (4 600 metros). Tal informação foi rejeitada em 23 de maio por um oficial egípcio da National Air Navigation Services Company, que afirmou que não houve mudança na altitude e nenhum movimento incomum antes da aeronave desaparecer do radar.

## Tripulação

### Passageiros
| Nacionalidades         | Passageiros | Tripulação |
| ---------------------- | ----------- | ---------- |
| Egito                  | 30          | 10         |
| França                 | 15          | 0          |
| Iraque                 | 2           | 0          |
| Argélia                | 1           | 0          |
| Bélgica                | 1           | 0          |
| Reino Unido/ Austrália | 1           | 0          |
| Canadá                 | 1           | 0          |
| Chade                  | 1           | 0          |
| Kuwait                 | 1           | 0          |
| Portugal/ Angola       | 1           | 0          |
| Arábia Saudita         | 1           | 0          |
| Sudão                  | 1           | 0          |
| Total                  | 56          | 10         |

Cinquenta e seis passageiros de doze países estavam a bordo, incluindo um de nacionalidade portuguesa, João David e Silva, Engenheiro Civil que ia a caminho de uma conferência em Accra. Três dos passageiros eram crianças, sendo dois bebés . De entre os passageiros a bordo, havia um com dupla nacionalidade.

### Tripulação
Entre os dez tripulantes estavam três pessoas da segurança, cinco comissários de bordo e dois pilotos. De acordo com a EgyptAir, o piloto Mohammed Shoqeir tinha 6 275 horas de experiência de voo, enquanto o co-piloto Mohamed Assem tinha 2 766 horas.

## Causas
As duas caixas negras do avião, o "Cockpit Voice Recorder" (gravador de voz da cabine), foram encontradas em 16 de junho de 2016. A provável causa da queda do avião não foi um ataque terrorista, segundo o relatório final do acidente. O piloto, dentro da aeronave, fumava na cabine de pilotagem e a queda da bituca do cigarro incendiou a mesma. Outra falha também apontada foi o vazamento de oxigênio por falta de manutenção das máscaras, causando a combustão interna de peças inflamáveis.

## Consequências
A EgyptAir aposentou o número de voo 804 (MS804) e substituiu-o pelo número de voo 802 (MS802) para voos de Paris em direção ao Cairo, enquanto o número de voo do Cairo a Paris foi alterado de voo 803 (MS803) para voo 801 (MS801).

## Na cultura popular
O Acidente teve um episódio na temporada 23 da série canadense Mayday! Com o titulo de "Misterio sobre o mediterranio".